# Toninho de Xangô
Toninho de Xangô é um sacerdote de candomblé brasileiro. Nasceu em Rio Formoso, perto do Recife, no estado de Pernambuco. Iniciou-se no Xambá há 38 anos, passou por duas casas e hoje está na quarta casa.
A primeira foi de Maria Roxinha, do Alto Pascoal, em Casa Amarela, em Pernambuco, e hoje segue os ensinamentos da Casa de Oxumarê, do Babalorixá Pecê, localizada em Salvador.
Toninho de Xangô está em São Paulo há 33 anos, é o Fundador do Centro Cultural do Candomblé na Barra Funda, São Paulo, existe há 50 anos.